# Galiomyza vockerothi
Galiomyza vockerothi är en tvåvingeart som beskrevs av Spencer 1986. Galiomyza vockerothi ingår i släktet Galiomyza och familjen minerarflugor.
Artens utbredningsområde är North Carolina. Inga underarter finns listade i Catalogue of Life.